# Fliegerschule Gotha

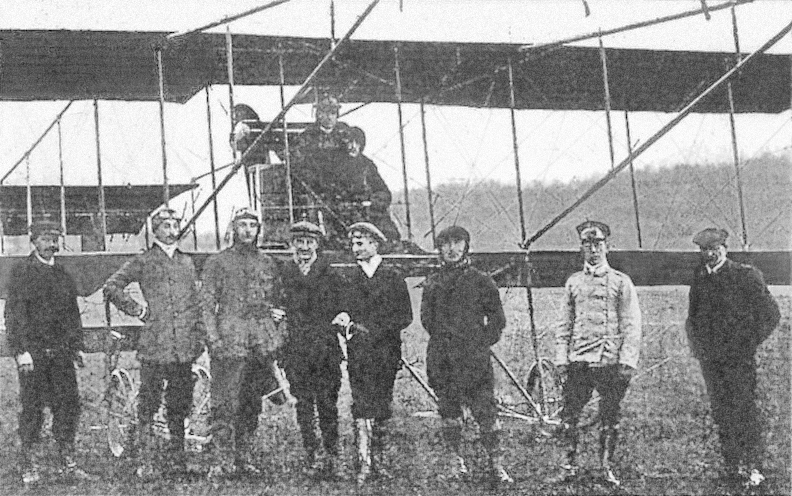
Die ersten Flugschüler, Lehrer Faller und Schlegel und zwei Monteure der Gothaer Fliegerschule im April 1912

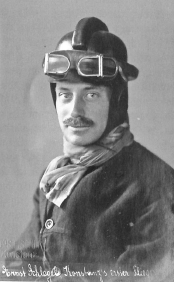
Schuldirektor und Fluglehrer Ernst Schlegel (1913)

Die Herzog Carl Eduard Herren-Fliegerschule in Gotha (kurz: Fliegerschule Gotha) wurde am 1. April 1912 auf dem Luftschiffhafen Gotha eröffnet. Neben der Waggonfabrik Gotha entstand ab März 1914 ein weiterer, reiner Militärflugplatz mit eigenem Flugfeld, Hangar und Kaserne. Dort nahm die Fliegerschule am 18. Februar 1915 den Betrieb auf.

## Geschichte

### Gründung
Der Direktor der Gothaer Waggonfabrik Albert Kandt (1866–1926) gewann für seine Idee eines Flugplatzes in Gotha die Unterstützung des luftfahrtbegeisterten Herzogs Carl Eduard von Sachsen-Coburg und Gotha. Durch die herzogliche Unterstützung konnte 1909 mit den Planungen für einen Luftschiffhafen begonnen werden. Auf Anregung vom Herzog und Kandt wurde am 7. Juli 1909 der Gothaer Luftfahrtverein gegründet, der für die Umsetzung des Projektes und dessen Betrieb verantwortlich sein würde. Direktor Kandt erhielt in diesem Jahr von Herzog Carl Eduard für seine Verdienste den Titel Kommerzienrat. Mit dem Rennplatz in der Töpflebener Flur fand der Gothaer Verein ein ideales Areal für einen Flugplatz. Der Luftschiffhafen Gotha mit der Carl-Eduard-Luftschiffhalle feierte am 8. Juli 1910 seine Eröffnung.
Vom 25. Februar bis zum 5. März 1911 war Gotha Etappenort der ersten Thüringer Flugwoche, zu der bekannte Flugpioniere wie Gabriel Poulain, Emile Jeannin, Karl Caspar und Robert Thelen mit ihren Flugapparaten erschienen und ihr Können zeigten. Davon zeigte sich besonders Herzog Carl Eduard beeindruckt.
Auf dem Luftschiffhafen Gotha eröffnete am 1. April 1912 eine Fliegerschule, aufgebaut mit Hilfe der Automobil und Aviatik AG. Leiter war der Ingenieur und Aviatiker Ernst Schlegel. Er unterrichtete als Fluglehrer für Eindecker, ihm stand der Aviatiker Arthur Faller (1887–1965) als Fluglehrer für Doppeldecker zur Seite. Flugapparate für die Fliegerschule lieferte natürlich die Aviatik AG. Zur Ausbildung gehörten neben ersten kurzen Flügen mit den Lehrern auch theoretischer Unterricht und praktische Übungen an Flugapparaten und Motoren. Neben Offizieren wurden auch Privatpersonen unterrichtet. Die erste Gothaer Fluglizenz erwarb Leutnant Hugo Geyer am 23. August 1912. Er legte auf einem Doppeldecker die Prüfung ab und erhielt das Flugzeugnis Nr. 276 des Deutschen Luftfahrer-Verbands (DLV) nach den Regularien der Fédération Aéronautique Internationale (FAI) und zählt somit zu den Alten Adlern.
Nicht nur der Fürsprache von Herzog Carl Eduard, insbesondere im Preußischen Kriegsministerium und bei Prinz Heinrich von Preußen war es zu verdanken, dass die Heeresverwaltung ab März 1914 in Gotha auf einem Grundstück unmittelbar neben der Gothaer Waggonfabrik mit dem Bau eines eigenen Flugplatzes, einer Fliegerkaserne nebst Fliegerschule begann. Am 18. Februar 1915 wurde dort der Schulbetrieb aufgenommen.

### Die Fliegerschule im Nationalsozialismus
In der Zeit von 1933 bis 1945 hatte die Sturmabteilung 9 der NSFK-Standarte 44 als Bestandteil der NSFK-Gruppe 8 (Mitte) in Gotha ihr Domizil, die den Flugplatz zusammen mit einer Luftwaffen-Fliegerschule nutzte.

### Die Fliegerschule ab 1945
Im April 1945 übernahmen die Amerikaner die Flugplätze in Gotha und übergaben diese im Juli 1945 den sowjetischen Truppen. Sie nutzten die Flugplätze bis 1990 gemeinsam mit den Grenztruppen der DDR. Seit 1992 betreibt der Aero-Club Gotha e. V. eine Flugschule in Gotha. Dieser Verein befindet sich seit 1998 im gemeinschaftlichen Besitz seiner Mitglieder.